# Lijepa Ljukanida ili rat jelenaka sa strizibubama (1912.)
Lijepa Ljukanida ili rat jelenaka sa strizibubama (rus. Прекрасная Люканида, или Война усачей с рогачами) ruski je animirani film redatelja Vladislava Stareviča.

## Radnja
Film govori o dva kukca koji se bore oko lijepe ženke.

## Vanjske poveznice
- Lijepa Ljukanida ili rat jelenaka sa strizibubama na Kino Poisk